# Svářeč

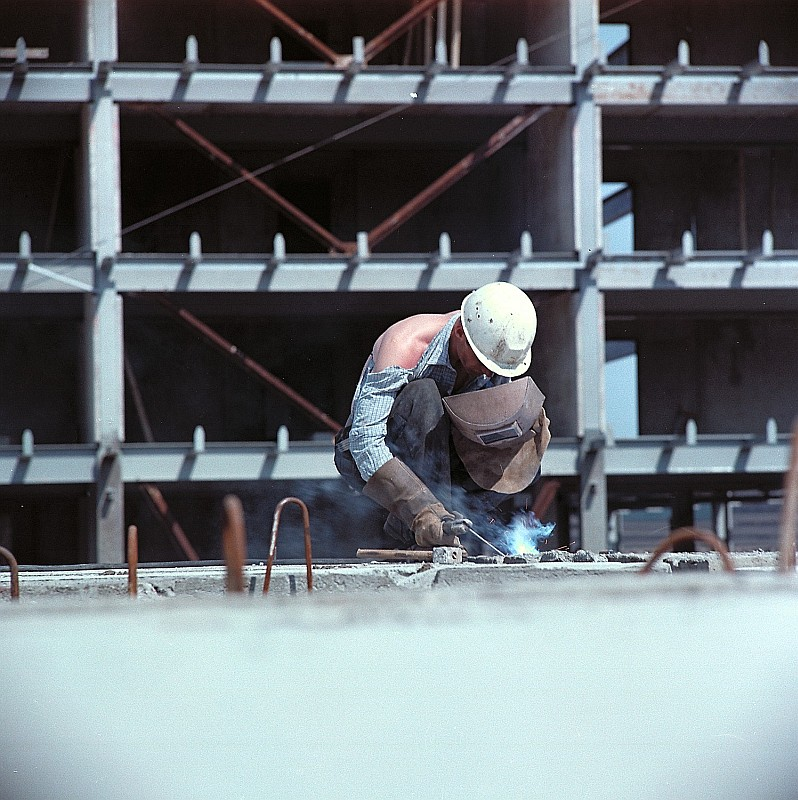
Svářeč na stavbě

Svářeč je pracovník, který provádí svařování kovů.
V České republice smí svařovací práce vykonávat pouze osoba s oprávněním, které zahrnuje pouze ty metody svařování a materiály, pro které byl vyškolen a úspěšně vykonal zkoušky, jak je předepsáno v příslušné legislativě. Dosažená kvalifikace se potvrzuje v Průkazu odborné kvalifikace svářeče.

## Další definice a termíny
- Svářečský dozor – způsobilost a znalosti jsou prokázány výrobními zkušenostmi a vzděláním. Pracovník je odpovědný za výrobní svářečské operace a za činnost se svařováním související. Povinnosti jsou definovány v ČSN EN ISO 14731[1].

- Svářečský praktik – pracovník se svářečským oprávněním podle ČSN EN 287-1[2] a diplomem svářečského praktika, získaný na některém školícím pracovišti schváleném Českou svářečskou společností ANB.

- Svářečský specialista – pracovník musí mít středoškolské technické vzdělání a 3 roky praxe v oboru, příp. střední odborné učiliště s maturitou a 5 let praxe. V případě středního odborného učiliště bez maturity nutná dlouholetá praxe v oboru a vstupní test podle směrnic EWF a technických pravidel ANB. Po úspěšném absolvování závěrečných ústních a písemných zkoušek obdrží absolvent osvědčení o absolvování kurzu a diplom.

- Svářečský technolog – pracovník se středoškolským vzděláním a diplomem svářečského technologa, získaný na některém školícím pracovišti schváleném Českou svářečskou společností ANB.

- Svářečský instruktor – pracovník s pedagogickým minimem a s kvalifikací „Svářečský praktik“.

- Svářečský inženýr – pracovník s vysokoškolským vzděláním a diplomem svářečského inženýra, získaný na některém školícím pracovišti schváleném Českou svářečskou společností ANB.

- EWF – Evropská svářečská federace (European Federation for Welding, Cutting and Joining)

- IIW – Mezinárodní institut svařování (International Institut of Welding)

- ANB – Národní akreditační místo. Právnická osoba schválená EWF a IIW. Řídí certifikační a zkušební činnost v oblasti svařování a dohlíží na dodržování platných předpisů.

## Průkaz odborné kvalifikace svářeče
Je vydáván Českou svářečskou společností ANB a je evidován Hospodářskou komorou ČR. Průkaz je rozdělen do 6 částí, viz dále.

### Část 1 – Potvrzení o dosaženém vzdělání
Je zapisováno dosažené odborné vzdělání (vyučen, maturita apod.). Zapisuje příslušná škola, učiliště nebo zkušební orgán.

### Část 2 – Dosažená kvalifikace svářeče
Je zapisována dosažená kvalifikace svářeče. Zapisuje svářečská škola, ve které byla zkouška vykonána a potvrzuje ji pracovník pověřený zkušební organizací (Českou svářečskou společností ANB).

#### Kovy – metody svařování
Označení podle ČSN EN ISO 4063.
- 111 – ruční obloukové svařování obalenou elektrodou (ROS)
- 114 – obloukové svařování plněnou elektrodou bez ochranné atmosféry (MOG)
- 12 – svařování pod tavidlem (APT)
- 131 – obloukové svařování tavící se elektrodou v inertním plynu (MIG)
- 135 – obloukové svařování tavící se elektrodou v aktivním plynu (MAG)
- 136 – obloukové svařování plněnou elektrodou v aktivním plynu
- 137 – obloukové svařování plněnou elektrodou v inertním plynu
- 141 – obloukové svařování netavící se elektrodou v inertním plynu (TIG nebo WIG)
- 15 – plazmové svařování a dělení materiálu
- 21 – odporové svařování bodové
- 22 – odporové svařování švové
- 311 – svařování kyslíko-acetylenovým plamenem
- 312 – svařování kyslíko-propanbutanovým plamenem
- 313 – svařování kyslíko-vodíkovým plamenem
- 71 – aluminotermické svařování
- 912 – pájení plamenem

#### Svařované materiály
Pro účely svařování byly vybrané základní materiály používané pro svařování rozděleny do skupin podle TNI CEN ISO/TR 15608
| skupina  | kovy                                                                                   |
| -------- | -------------------------------------------------------------------------------------- |
| 1        | uhlíkové nelegované a nízkolegované oceli s mezí kluzu do 460 MPa                      |
| 2        | termomechanicky zpracované nízkolegované oceli                                         |
| 3        | zušlechtěné nízkolegované oceli a precipitačně vytvrzované                             |
| 4, 5 a 6 | chrom-niklové oceli legované molybdenem a případně vanadem                             |
| 7 a 8    | korozivzdorné feritické, martenzitické, austenitické nebo feriticko-austenitické oceli |
| 9        | oceli legované niklem                                                                  |
| 10       | korozivzdorné feriticko-austenitické oceli                                             |
| 21–26    | slitiny hliníku                                                                        |
| 31–38    | slitiny mědi                                                                           |
| 41–48    | slitiny niklu                                                                          |
| 51–54    | slitiny titanu                                                                         |
| 61–62    | slitiny zirkonu                                                                        |
| 71–76    | litiny                                                                                 |

#### Označení zaškolení
- 1 – stehování
- 2 – řezání a drážkování
- 3 – rovnání
- 4 – tepelné zpracování
- 5 – ohřev
- 6 – svařování nízkotavitelných kovů
- 7 – tavení kovů
- 8 – měkké pájení
- 9 – ostatní

#### Kvalifikace svářeče kovů - označení zkoušek

##### Zaškolení pracovníka (ZP)
Zaškolení pracovníka je označeno např.: ČSN 05 0705-ZP 135-1 1.1, kde
- ČSN 05 0705[6] – norma, podle které byla provedena zkouška
- ZP – zaškolení pracovníka
- 135 – metoda svařování
- 1 – označení zaškolení
- 1.1 – svařovaný základní materiál

##### Základní kurzy (ZK) svářeče kovů
Například:
- ZK 311 1.1 – svařování kyslíko-acetylenovým plamenem - nelegovaných a nízkolegovaných ocelí nevyžadující předehřev
- ZK 111 1.1 – ruční obloukové svařování obalenou elektrodou - nelegovaných a nízkolegovaných ocelí nevyžadující předehřev
- ZK 135 1.1 – obloukové svařování tavící se elektrodou v aktivním plynu - nelegované a nízkolegované ocele nevyžadující předehřev
- ZK 141 8 – obloukové svařování netavící se elektrodou v inertním plynu - vysokolegované austenitické (nerezové ocele) ocele
- ZK 141 21 – obloukové svařování netavící se elektrodou v inertním plynu - hliník a jeho slitiny

##### Zkoušky svářeče
Svářeč musí prokázat znalosti podle norem ČSN EN 287, ČSN EN ISO 9606, ČSN EN 1418, ČSN EN 13133 a absolvovat kurz se zkouškou. Zkoušku podle každé normy lze absolvovat jednotlivě.

### Část 3 – Pověření organizací ke svařování
Je zapisováno pověření ke svařování. Toto vyplňuje právnická či fyzická osoba zodpovědná za provádění svářečských prací ve vztahu k objednateli prací.

### Část 4 – Záznamy o zaměstnání – podnikání
Jsou zapisovány záznamy o zaměstnání svářeče.

### Část 5 – Ostatní dosažené kvalifikace a jiné záznamy
Jsou zaznamenávány ostatní kvalifikace a odborná školení.

### Část 6 – Potvrzení o zdravotní způsobilosti svařovat
Je zapisována zdravotní způsobilost k provádění svářečských prací.
Lékařské prohlídky se provádějí jednou za 5 roků, u osob starších 50 let, jednou za 3 roky.
S účinností Vyhlášky 79/2013 Sb., dnes záleží do které rizikové kategorie je svářeč v podniku zařazen. Zařazování pracovníků do rizikových kategorií řeší Příloha č. 1 Vyhlášky 432/2003 Sb.Např. svářeči elektrickým obloukem, kteří jsou exponováni ultrafialovým zářením jehož hodnoty překračují nejvyšší přípustné hodnoty jsou zařazeni do třetí rizikové kategorie kde je lékařská prohlídka 1 x za 2 roky.